# Софіт (світлотехніка)

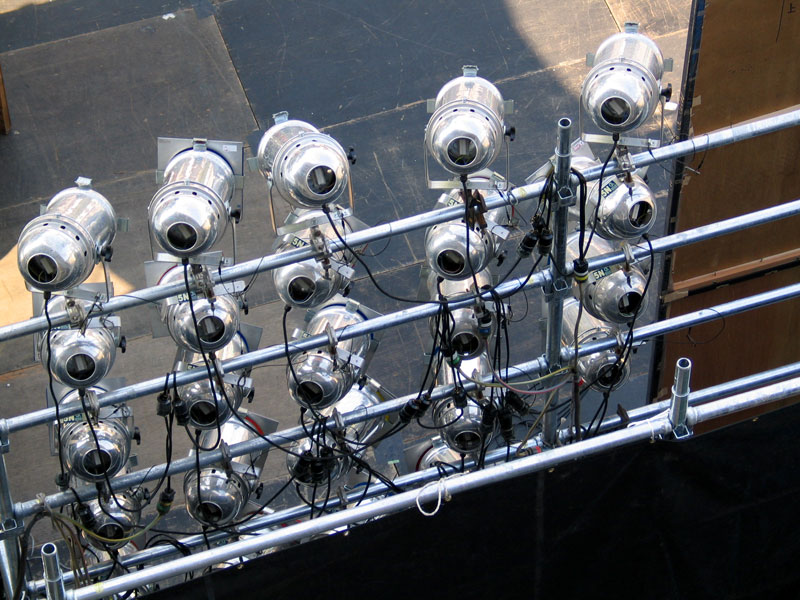
Софіт із світильниками

Софі́т (від італ. soffito — «стеля») — металева конструкція для підвішування світильників над сценою, що піднімається і опускається вручну або за допомогою електропривода. Кількість софітів залежить від глибини майданчика.
Вираз «у світлі софіта» породило неправильне уявлення про нього: софітом стали називати будь-яке театральне джерело світла, фактично ж цей вислів означає роботу приладу або групи приладів, встановлених на софіті.